# Lagmansrätt
Lagmansrätt var i Sverige förr lantdomstol i andra instans (mellan häradsrätt och hovrätt). Lagmannen var domare, utom på Gotland där motsvarigheten (ordföranden på landstinget eller på Gotland det så kallade Gutnaltinget, ett allting) kallades landsdomare.
Redan i allmänna stadslagen (mitten av 1300-talet) inskränktes lagmansrättens verksamhet till landsbygden. I stad infördes istället kämnärsrätt och i andra instans rådstuvurätt. På landet sökte man emellertid länge lagmansrätten både som första och andra instans. Fastän man försökte att inskärpa en bestämd instansordning genom flera stadgar (åren 1493, 1593 och 1598), var det först efter införandet av hovrätten och utfärdandet av 1614 års rättegångsprocess, som lagmansrättens egenskap av andra instans någorlunda iakttogs.
Lagmansämbetet medförde en viss prestige, åtminstone till en början, som det historiskt viktiga ämbete det var. Det gav bötesinkomster också liksom häradshövdingeämbetet i häradsrätten. Detta gjorde ämbetet attraktivt för adelsmän som inte alltid var villiga att alltför ofta utöva ämbetet. Istället upprätthölls ämbetet i praktiken ofta under 1600-talet av så kallade lagläsare (även lagförare) som var ett slags avlönade vikarier, som inte sällan genom det ofta förekommande bruket att läsa lag vid flera häradsrätter parallellt, förvärvade betydande juridiska erfarenheter.
Lagläsarsystemet medförde under 1600-talets gång att bondeståndet och lokalsamhället fick ökat inflytande över domsmakten. Denna utveckling avbröts 1680 då Karl XI införde krav på att en häradshövding måste bosätta sig inom sin domsaga.
Karl XII önskade 1718 göra lagmansrätten till första och enda instans på landet under hovrätterna genom att upplösa lagsagorna och avskaffa häradsrätterna, men redan 1719 återinfördes den gamla ordningen. Genom 1734 års lag blev lagmansrättens kompetens, som på 1600-talet väsentligen begränsats, på följande sätt bestämd: vid lagmansrätt skulle endast tas upp tvistemål, som överklagats från häradsrätt; medan brottmål i regel ej skulle tas upp av lagmansrätten; endast smärre brott, som förefallit under pågående lagmansting eller sammanhängde med anhängiggjort tvistemål, kunde tas upp av lagmansrätten.
Ursprungligen bestod lagmansrätten av lagmannen och hela tingsmenigheten, men senare ersattes den av lagmansnämnden. Enligt 1734 års lag skulle denna bestå av tolv nämndemän från lagsagans häradsrätter; på lagmannens anmodan kunde dock även några lagfarna män få sitta i rätten, men utan befogenhet att med lagman och nämnd taga del i domslutet. Lagmansrätterna upphävdes i Sverige 1849 och i Finland 1868.